# Dětský ostrov
Dětský ostrov är en ö i Tjeckiens huvudstad Prag.